# Ratusz w Chełmnie

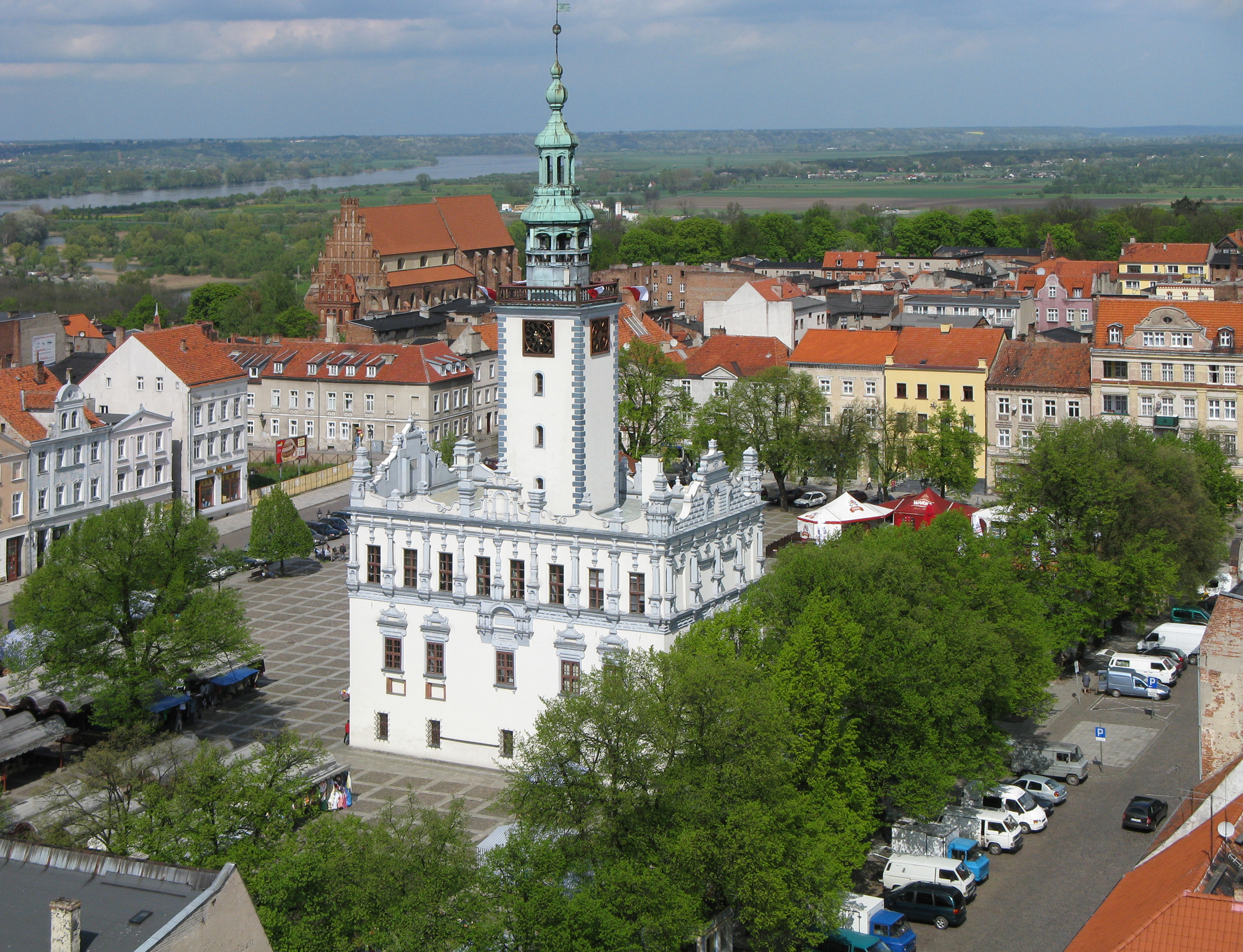
Rynek w Chełmnie

Ratusz w Chełmnie – wzniesiony w końcu XIII wieku, został rozbudowany w latach 1567-1572 i ponownie w okresie 1884-1887. Będący jednym z najcenniejszych zabytków polskiego renesansu budynek jest obecnie siedzibą Muzeum Ziemi Chełmińskiej.

## Historia
Ratusz w Chełmnie wzniesiono pod koniec XIII wieku jako niewielki gotycki budynek o dwóch kondygnacjach. Mieściła się w nim waga miejska, sala obrad rajców i reprezentacyjna sala na piętrze. W latach 1567–1572 ratusz został gruntownie rozbudowany, po powiększeniu znalazły się w nim: więzienie, sala sądowa, sklep i waga miejska. Wieżę wybudowano w latach 1584-1596, a w roku 1721 nakryto ją barokowym hełmem. Ostatnią dużą rozbudowę przeprowadzono w okresie 1884-1887, kiedy to wg projektu T.W. Hermanna nadbudowano drugie piętro budynku. Po II wojnie światowej ratusz był restaurowany w okresie 1956-1959, oraz w latach 70. XX wieku. W roku 1983 w budynek stał się siedzibą Muzeum Ziemi Chełmińskiej.

Decyzją wojewódzkiego konserwatora zabytków z dnia 27 sierpnia 1929 roku ratusz został wpisany do rejestru zabytków.

## Architektura
Ratusz w Chełmnie jest wysokim trzykondygnacyjnym budynkiem, założonym na planie prostokąta i usytuowanym w zachodniej części rozległego rynku. Wszystkie ściany charakteryzują się nierównymi podziałami na wszystkich kondygnacjach, na fasadzie budynku są cztery portale, posiadające flankujące kolumny, podtrzymujące trójkątne naczółki. Główny portal jest zwieńczony reliefem z kartuszem, a pomiędzy górnymi kondygnacjami znajduje się rustykowana opaska. Okna pierwszego piętra są rozmieszczone nieregularnie i zwieńczone dużymi naczółkami w kształcie oślich grzbietów lub trójkątów. W szczycie północnym umiejscowiona jest arkada z bogato zdobionym kartuszem, wykonanym w stiuku. Na wysokości drugiego piętra znajduje się bogato zdobiona attyka z prostokątnymi oknami, przedzielonymi kolumienkami. Ponad boniowanym fryzem znajduje się rząd ozdób w postaci sterczyn, szczycików i wolut ujętych w narożne wieżyczki. Z centrum dachu wyrasta czworoboczna wieża, ze ścianami zdobionymi boniowaniem, posiadająca tarcze zegarowe i nakryta tarasem widokowym z kamienną balustradą. Wieżę wieńczy ośmioboczny barokowy hełm z podwójnym prześwitem. Na zachodniej ścianie umieszczona jest dawna miara wzorcowa dla całego państwa krzyżackiego tzw. pręt chełmiński długości 432,5 cm. Wewnątrz jest kilka reprezentacyjnych sal, bogato zdobionych sztukateriami i freskami. 
Od 1983 roku w budynku znajduje się Muzeum Ziemi Chełmińskiej i Chełmińska Informacja Turystyczna. Muzeum prezentuje wystawy stałe i czasowe, a także organizuje koncerty i obchody uroczystości państwowych.